# 김철기 (배우)
김철기(1974년 8월 15일 ~ )는 대한민국의 배우이다.

## 생애
1997년 연극배우 첫 데뷔하였고 이듬해 1998년 MBC 문화방송 프로그램 《이야기 속으로》에서 단역 배우로 데뷔하였으며 이어 같은 해 1998년 MBC 시트콤 《남자 셋 여자 셋》에도 단역 출연한 그는 1년 후 1999년 MBC 문화방송 공채 28기 탤런트로 정식 데뷔하였다.

## 연기 활동

### 텔레비전 드라마
| 연도          | 채널            | 제목                                 | 역할               | 비고     |
| ------------- | --------------- | ------------------------------------ | ------------------ | -------- |
| 2000년        | MBC             | 날마다 행복해                        |                    |          |
| 2000년        | MBC             | 이브의 모든 것                       |                    |          |
| 2000년        | MBC             | 사랑은 아무나 하나                   |                    |          |
| 2000년        | MBC             | 온달 왕자들                          |                    |          |
| 2000년        | MBC             | 엄마야 누나야                        | 조폭 역            |          |
| 2001년        | MBC             | 결혼의 법칙                          | 홍석 역            |          |
| 2001년        | MBC             | 그 여자네 집                         |                    |          |
| 2001년        | MBC             | 가을에 만난 남자                     |                    |          |
| 2002년        | MBC             | 내 이름은 공주                       | 김상철 역          |          |
| 2002년        | MBC             | 그 햇살이 나에게                     |                    |          |
| 2002년        | MBC             | 사랑을 예약하세요                    |                    |          |
| 2002년        | MBC             | 로망스                               |                    |          |
| 2003년        | MBC             | 죽도록 사랑해                        |                    |          |
| 2003년        | MBC             | 그대 아직도 꿈꾸고 있는가            |                    |          |
| 2004년        | MBC             | 영웅시대                             | 젊은 천태일 역     |          |
| 2005년        | KBS1            | 고향역                               | 박상우 역          |          |
| 2006년        | MBC             | Dr.깽                                | 도 변호사 역       |          |
| 2006년        | MBC             | MBC 베스트극장 - 못한 여자 했던 남자 | 김태훈 역          |          |
| 2007년        | KBS1            | 그대의 풍경                          | 우종구 역          |          |
| 2007년        | 영화            | 화려한 휴가                          | 유 상병 역         |          |
| 2008년        | SBS             | 행복합니다                           | 이용재 역          |          |
| 2009년        | 영화            | 돌멩이의 꿈                          | 최중호 역          |          |
| 2010년        | KBS1            | 거상 김만덕                          | 동아 역            |          |
| 2011년~2012년 | KBS1            | 광개토태왕                           | 사갈현 / 사갈웅 역 | 특별출연 |
| 2012년        | MBC             | 무신                                 | 김경손 역          |          |
| 2013년        | KBS1            | 대왕의 꿈                            | 도충 역            |          |
| 2013년        | MBC             | 구암 허준                            | 배천수 역          |          |
| 2014년        | KBS1            | 정도전                               | 권근 역            |          |
| 2015년        | SBS             | 인생추적자 이재구                    |                    | 특별출연 |
| 2015년        | KBS1            | 징비록                               | 협판안치 역        |          |
| 2015년        | TV조선 & tvN    | 위대한 이야기 - 입시의 정석          |                    |          |
| 2015년        | TV조선          | 이것은 실화다                        | 조남길 형사 역     |          |
| 2015년        | JTBC            | 디데이                               | 오민호 역          |          |
| 2019년        | MBN & iHQ DRAMA | 우아한 가                            | 윤상원 역          |          |
| 2022년        | SBS             | 어게인 마이 라이프                   | 전석규             |          |
| 2023년        | ENA             | 오랫동안 당신을 기다렸습니다         | 정우노             |          |
| 2024년        | MBC             | 원더풀 월드                          | 최주석             |          |

### 시트콤
- 1998년 《남자 셋 여자 셋》 ... 단역
- 2001년 《세 친구》 ... 다역 단역
- 2002년 《연인들》 ... 미팅남 김철기 역

### 뮤지컬
- 2008년 《실연남여》재수역
- 2009년 《더 팬츠》양석기역
- 2010년 《루나틱드림팀 2010》정상인역
- 2011년 《재즈 루나틱 : 서산》정상인 역

## 연기 외 활동

### 라디오 프로그램
- 2015년 EBS 《EBS 책 읽는 라디오 낭독 시리즈》